# Nickelodeon Movies

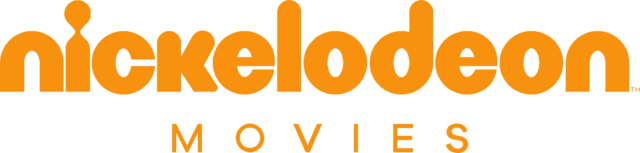
Logo

Nickelodeon Movies is de filmtak van het Amerikaanse kindertelevisienetwerk Nickelodeon. De studio heeft verschillende films geproduceerd die gebaseerd zijn op originele Nickelodeon-programma's en ook projecten die onafhankelijk staan van de zender.
De films van Nickelodeon Movies worden uitgebracht door Paramount Pictures, dat net als Nickelodeon in het bezit is van Paramount Global. Vanaf 2020 is SpongeBob SquarePants, een personage uit de gelijknamige Nicktoon, de mascotte van de studio, hetzelfde voor Nickelodeon zelf en de animatiedivisie.

## Filmografie
- Harriet the Spy (1996)
- Good Burger (1997)
- The Rugrats Movie (1998)
- Rugrats in Paris: The Movie - Rugrats II (2000)
- Snow Day (2000)
- Jimmy Neutron: Boy Genius (2001)
- The Wild Thornberrys Movie (2002)
- Hey Arnold! The Movie (2002)
- Clockstoppers (2002)
- Rugrats Go Wild! (2003)
- Lemony Snicket's A Series of Unfortunate Events (2004)
- The SpongeBob SquarePants Movie (2004)
- Yours, Mine and Ours (2005)
- Charlotte's Web (2006)
- Barnyard (2006)
- Nacho libre (2006)
- Angus, Thongs and Perfect Snogging (2008)
- The Spiderwick Chronicles (2008)
- Imagine That (2009)
- Honden Hotel (2009)
- Spectacular (2009)
- The Last Airbender (2010)
- The Boy Who Cried Werewolf (2010)
- Best Player (2010)
- School Gyrls (2010)
- Rango (2011)
- The Adventures of Tintin: The Secret of the Unicorn (2011)
- Fun Size (2012)
- Rags (2012)
- It's a SpongeBob Christmas (2012)
- Nicky Deuce (2012)
- Swindle Movie (2013)
- Jinxed (2014)
- Teenage Mutant Ninja Turtles (2014)
- The SpongeBob Movie: Sponge Out of Water (2015)
- Splitting Adam (2015)
- Genie in a Bikini (2015)
- One Crazy Cruise (2015)
- Massively Mixed-Up Middle School Mistery (2015)
- liar liar vampire (2015)
- Teenage Mutant Ninja Turtles: Out of the Shadows (2016)
- The SpongeBob Movie: Sponge on the Run (2020)